# Ascotis dianaria
Ascotis dianaria là một loài bướm đêm trong họ Geometridae.